# Phyllanthus kaessneri
Phyllanthus kaessneri är en emblikaväxtart som beskrevs av John Hutchinson. Phyllanthus kaessneri ingår i släktet Phyllanthus och familjen emblikaväxter.

## Underarter
Arten delas in i följande underarter:
- P. k. kaessneri
- P. k. polycytotrichus